# Horst Böttger (Mediziner)
Horst Böttger (* 31. Mai 1939 in Leipzig) ist ein deutscher Mediziner. Er war von 1978 bis 1988 forensischer Psychiater im Haftkrankenhaus der Zentralen Untersuchungshaftanstalt des Ministeriums für Staatssicherheit (MfS) in Berlin-Hohenschönhausen. Als „Vernehmer im weißen Kittel“ horchte er jahrelang Patienten aus und gab die Informationen an das MfS weiter.

## Leben

### Kindheit und Jugend
Horst Böttger wuchs als uneheliches Kind ohne Vater in Leipzig auf. Er lernte zunächst den Beruf des Forstfacharbeiters. Bereits früh engagierte er sich in der FDJ. Mit 18 trat er der SED bei und wurde ehrenamtlicher Parteisekretär. 1956 trat er in den Dienst der Erfurter Bereitschaftspolizei, die ihn nach der Grundausbildung an die Medizinische Schule des Innenministeriums nach Leipzig schickte. Die Ausbildung zum Krankenpfleger schloss er mit der Note gut ab. Nach Antritt seines Wehrdienstes bei der Nationalen Volksarmee verpflichtet sich Böttger freiwillig für zwei Jahre, wurde Unteroffizier des Sanitätsdienstes und bekam 1961 eine Ausbildung zum Arzthelfer. Um ein Studium der Medizin aufzunehmen, quittierte er den Dienst bei der Bereitschaftspolizei und holte an der Abendschule das für das Studium obligatorische Abitur nach.

### Stasi-Laufbahn
Nach seinem Medizinstudium in Leipzig und Erfurt verpflichtete er sich Anfang Juli 1971 zu einer Laufbahn als Berufssoldat der Staatssicherheit und absolvierte hierfür eine Ausbildung zum Facharzt der Psychiatrie/Neurologie. In seiner Verpflichtungserklärung erklärte Böttger sich bereit, „mit aller Entschlossenheit den Kampf gegen die Feinde der DDR zu führen“. Ab Januar 1976 wurde Böttger vom MfS an die Abteilung für forensische Psychiatrie an der Charité delegiert. Er promovierte nicht nur in Medizin, sondern erwarb 1985 an der Hochschule des Ministeriums für Staatssicherheit in Potsdam auch den „Dr. jur.“ mit einer Kollektivdissertation über die Optimierung der Zersetzung unter dem Titel „Zu den Ursachen und Bedingungen für die Herausbildung feindlich-negativer Einstellungen sowie für das Umschlagen dieser Einstellungen in feindlich-negative Handlungen von DDR-Bürgern. Konsequenzen für die weitere Erhöhung der Effektivität der Vorbeugung und Bekämpfung feindlich-negativer Handlungen durch das MfS“. Zwischen Januar 1978 und 1988 war er als forensischer Psychiater und Hauptmann der Staatssicherheit im MfS-Haftkrankenhaus Berlin-Hohenschönhausen tätig. Als Arzt verstieß er gegen den Eid des Hippokrates, indem er sich das Vertrauen der Inhaftierten erschlich und deren im Vertrauen gegebene Informationen an die Vernehmer weitergab. Nach Aussagen von ehemaligen Häftlingen verabreichte er ihnen auch gegen ihren Willen Medikamente und bewirkte so manipulierte Geständnisse als Grundlage für später folgende Haftstrafen.
1979 und 1984 erhielt er die Verdienstmedaille der Nationalen Volksarmee in Bronze bzw. Silber. Anlässlich seines 50. Geburtstages wurde er zudem für die Verdienstmedaille in Gold vorgeschlagen. Das MfS urteilte hierbei über Böttger, dass er „auch operative Belange“ gebührend berücksichtige und im Bereich der sogenannten Staatsverbrechen effektiv mitwirke und an der „Lösung operativer Fragestellungen im Zusammenwirken mit“ den MfS-Vernehmern arbeite.
Ab 1988 arbeitete er als Offizier im besonderen Einsatz an der Humboldt-Universität zu Berlin (HU), Sektion Kriminalistik. Im selben Jahr wurde ihm der Titel des Medizinalrats verliehen. Zur Begründung hieß es, er habe „zu allen Straftatbeständen und besonders im Bereich der Staatsverbrechen qualifizierte Beurteilungen“ erarbeitet, die „stets in Inhalt und Form den von Gericht, Staatsanwaltschaft und Untersuchungsorgan gestellten Anforderungen“ entsprochen hätten. „Dabei ist sich Genosse Böttger stets der großen politischen Bedeutung seiner Arbeit bewusst“. Im Zuge der Abwicklung des in „Amt für Nationale Sicherheit“ umbenannten MfS wurde sein Einsatz an der HU zum 31. Dezember 1989 beendet und Böttger mit einem Übergangsgeld von mehreren tausend Mark entlassen.

### Nach der deutschen Wiedervereinigung
Obwohl nach der Wende und friedlichen Revolution in der DDR zahlreiche ehemalige Häftlinge öffentlich gegen Böttger aussagten, praktiziert er nur drei Straßen vom ehemaligen Stasi-Gefängnis entfernt weiterhin als Arzt. Neben seinem medizinischen führt Böttger bis heute auch seinen an der MfS-Hochschule erworbenen Doktortitel.
Böttger war der einzige Mediziner des Haftkrankenhauses, gegen den nach 1990 ein juristisches Hauptsacheverfahren eingeleitet wurde. Aus Mangel an Beweisen sprach ihn das Landgericht Berlin am 22. September 2000 frei. Ein weiterer Prozess endete auf Grund von Verjährung mit einem Freispruch. Böttger wurde dabei von seinem Rechtsanwalt Frank Osterloh vertreten, der früher selbst als Vernehmer für das MfS tätig war.
Horst Böttger ist Mitglied der Deutschen Akademie für Akupunktur und Aurikulomedizin e. V.

## Film
- „Es hat ihn keiner gezwungen“ – Ein Arzt im Dienste der Stasi, ARD Kontraste, Sendung vom 2. Februar 1995, Online-Version.